# Henri Chatau

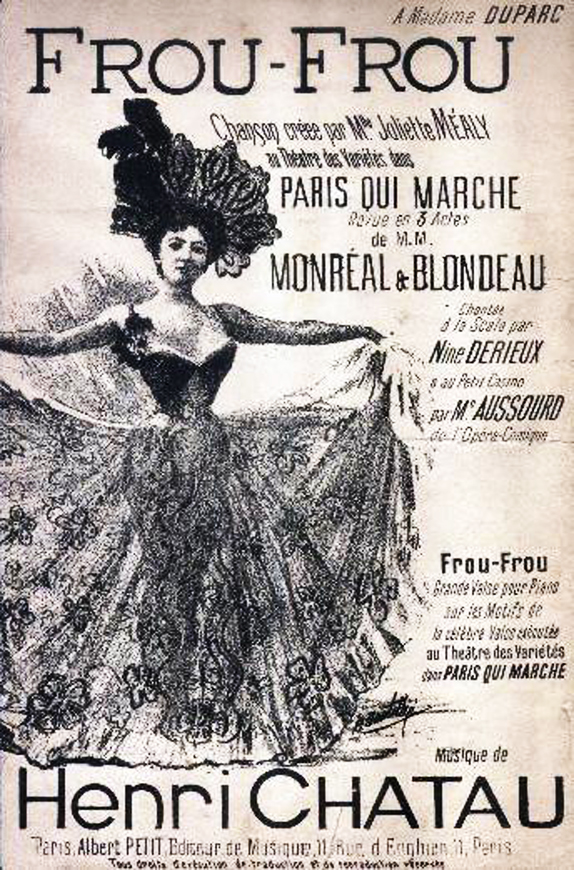
Frou-Frou (1897)

Henri Chatau, né le 3 septembre 1843 à Paris et mort le 25 mars 1933 à Sartrouville, est un compositeur français.

## Biographie
On lui doit les musiques de plus de quatre cents chansons de la fin du XIXe siècle et du début du XXe ainsi que des pièces pour piano. Son morceau le plus célèbre reste la valse Frou-frou sur des paroles de Hector Monréal et Henri Blondeau, créée sur scène par la chanteuse Juliette Méaly, au théâtre des Variétés à Paris, le 31 octobre 1897.
Il meurt le 25 mars 1933 au sein de la Maison Berthe à Sartrouville, et est inhumé au cimetière de Montmartre (8e division). Ses ossements ont été transférés à l'ossuaire du cimetière du Père-Lachaise en août 1988.

## Titres de quelques œuvres
- Le Naïf, Paroles de Louis Dehné, Henri Chatau, Charles Clérice, partition musicale F. Guillemain, Paris, 1887